# نخود تپه سی
نخود تپه سی مربوط به سده‌های اولیه دوران‌های تاریخی پس از اسلام است و در ۸ کیلومتری شمال اردبیل، سمت چپ جاده اردبیل به مشکین شهر واقع شده و این اثر در تاریخ ۲۷ بهمن ۱۳۸۷ با شمارهٔ ثبت ۲۴۶۴۹ به‌عنوان یکی از آثار ملی ایران به ثبت رسیده است.